# Gryta (köksredskap)

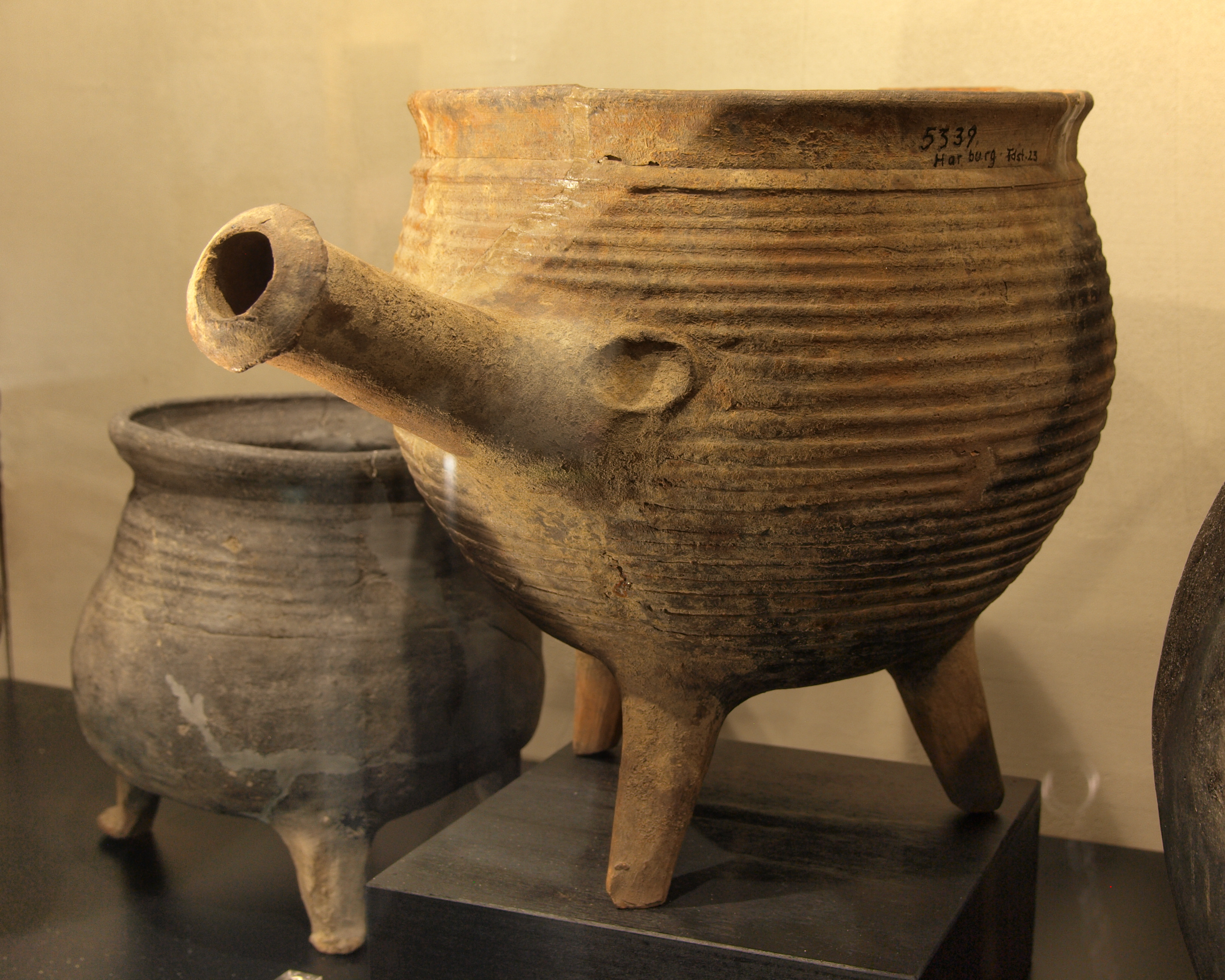
Två lergrytor från Hamburg, den större från 1400-talet, den mindre från 1200-talet.

Gryta är ett kokkärl för matlagning.
Skillnaden mellan grytor och kittlar är inte helt enkel. Nationalencyklopedin hänvisar till att skillnaden består i att grytor har öron medan kittlar inte har det. Äldre grytor brukar dock inte ha öron utan i stället handtag. Istället kan det tillverkningssätt och material som avgör: täljsten, lera, gjutjärn, brons eller mässing är grytor medan mässings- koppar- eller järnplåt är kittlar. Numera kan grytor även avse kokkärl i rostfritt stål eller aluminium. Kittlar hängs också i allmänhet över elden medan grytor placeras på en trefot eller grytans egna ben i eldstaden.
Ordet gryta syftar ursprungligen på kokkärl i täljsten (fornnordiska grjòt = sten), under vikingatiden tillverkades sådana grytor i Norge, och exporterades därifrån även till andra områden i Norden. Redan omkring år 1000 börjar grytor tillverkas i lergods. De äldsta lergrytorna saknar ben. Observeras kan då att lerkärl utan ben som troligen använts som kokkärl men saknar spår av upphängningskonstruktion går att spåra längre tillbaka än så. Under 1200-talet förses lergrytorna med fötter och en hänkel. Under 1400-talet börjar även lergrytorna att glaseras invändigt, och under 1400-talet förses de med handtag i stället för hänklar. Lergrytorna försvinner under 1700-talet efter att länge ha varit på tillbakagång. Trebenta bronsgrytor börjar tillverkas i Tyskland på 1100-talet, de förblev länge exklusiva. På 1300-talet började man även tillverka grytor av gjutjärn. 